# 天童市スポーツセンター

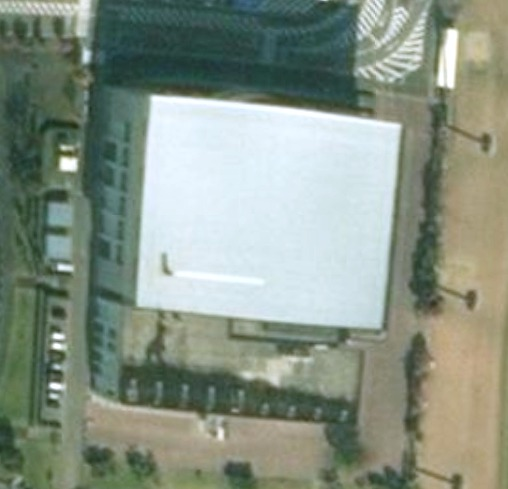
衛星図

天童市スポーツセンター（てんどうしスポーツセンター）は、山形県天童市にあるスポーツ施設である。

## 施設概要

### 屋内施設
- アリーナ
- 小アリーナ
- 第一武道場
- 第二武道場
- 会議室
- ミーティングルーム
- トレーニングルーム
- 屋内コート
- 弓道場
- 農業者トレーニングセンター

### 屋外施設
- 野球場
- 多目的広場
- テニスコート
- 老野森野球場・広場
- 市民プール

## 所在地
- 〒994-0004
- 山形県天童市大字小関1230

## 周辺
東北中央自動車道・天童インターチェンジ